# Abel Gilbert
Pour les articles homonymes, voir Gilbert.
Abel Gilbert, né le 31 août 1849 à Limoges en Haute-Vienne, mort le 5 juillet 1914, est un prélat français, évêque du Mans de 1894 à 1898, puis évêque titulaire d'Arsinoë-en-Arcadie (de) de 1898 à 1914.

## Biographie
Charles-Joseph-Louis-Abel Gilbert est né le 31 août 1849 à Limoges , dans la paroisse de Saint-Michel-des-Lions (basilique Saint-Michel-des-Lions). Il fit ses études et son séminaire à Limoges. Il est professeur -très apprécié- à l'école Saint-Martial en 1871, ordonné prêtre le 21 septembre 1872, aumônier de la Providence en 1886, curé-doyen d'Auzances en 1886, vicaire général du Diocèse de Limoges en 1889. 
Il est élu évêque du Mans le 18 mai 1894, sacré à Limoges le 15 juillet et intronisé le 26 juillet. De santé fragile, il est démissionnaire et transféré au siège titulaire (c'est-à-dire un évêché honorifique sans territoire) d'Arsinoë-en-Arcadie (de) le 24 mars 1898 (il a alors 48 ans). Il entame une brillante carrière romaine: nommé en septembre 1907 consulteur des congrégations Romaines et de la commission pour la codification du droit canonique (qui aboutira à la promulgation du Code de droit canonique en 1917), consulteur de la Consistoriale le 4 novembre 1908, chanoine de la Basilique Sainte-Marie-Majeure en juillet 1909 puis chanoine de la Basilique Saint-Pierre le 6 juillet 1910.
À sa mort, une première cérémonie funèbre est célébrée en l'église Saint-Louis-des-Français de Rome le mardi 7 juillet 1914. Ses obsèques sont célébrées le mardi 21 juillet 1914 en la Cathédrale de Limoges, en présence d'un grand nombre de prélats, prêtres et fidèles. Il est inhumé dans le caveau de la famille Maupetit, au Cimetière de Louyat à Limoges.

## Armes
D'azur à la fasce d'or chargée de trois croisettes de gueules, accompagnée en chef de deux colombes au vol plié d'argent, et en pointe d'un lion léopardé d'or.
Devise: Omnia et in omnibus Christus. 